# پرلی آن تمز
پرلی آن تمز (به انگلیسی: Purley on Thames) یک روستا و محله مدنی در بریتانیا است که در بارکشر غربی واقع شده‌است. پرلی آن تمز ۴٫۲۷ کیلومتر مربع مساحت و ۴٬۳۹۴ نفر جمعیت دارد.